# Tề Giản công
Tề Giản công (chữ Hán: 齐简公; cai trị: 484 TCN-481 TCN), tên thật là Khương Nhiệm (姜壬), là vị vua thứ 29 của nước Tề - chư hầu nhà Chu trong lịch sử Trung Quốc.

## Lên ngôi
Ông là con trai của Tề Điệu công – vua thứ 28 nước Tề. Năm 490 TCN, ông nội Tề Cảnh công mất, cha ông khi đó là công tử Dương Sinh thất thế vì người chú là Khương Đồ (An Nhũ Tử) được lập làm vua. Ông theo cha lưu vong sang nước Lỗ.
Năm 489 TCN, Điền Khất giết An Nhũ Tử lập Dương Sinh lên ngôi, đó là vua Tề Điệu công.
Năm 485 TCN, Ngô Phù Sai sai sứ liên minh với nước Lỗ, nước Châu và nước Đàm để cùng tấn công Tề. Họ Bào có thù với vua cha Tề Điệu công, bèn giết chết Điệu công để đề nghị Phù Sai lui quân rồi bỏ trốn sang nước Ngô. Điền Khất lập Khương Nhiệm lên ngôi, tức là Tề Giản công.

## Mất ngôi
Ngô Phù Sai mang quân từ đường biển vào tấn công nước Tề rồi rút quân về. Cùng lúc đó quân Tấn do Triệu Ưởng chỉ huy cũng xâm lấn nước Tề nhân lúc nước Tề rối ren. Quân Tấn đánh tới đất Lai mới rút về.
Thế lực họ Điền trong nước Tề ngày một lớn. Điền Khất (Điền Hi tử) chết, còn là Điền Hằng (Điền Thành tử) lên thay. Tề Giản công nhớ ơn Hám Chỉ theo giúp ông khi lưu vong ở nước Lỗ, bèn cho Hám Chỉ vào triều nắm trọng trách. Điều đó khiến Điền Hằng không bằng lòng.
Người đánh xe của Tề Giản công là Ương khuyên ông nên chọn một trong hai họ Điền hoặc Hám vì hai họ sẽ không hòa thuận, nhưng Giản công không nghe.
Điền Hằng mưu trừ họ Hám để nắm toàn quyền. Năm 481 TCN, Điền Hằng cùng các anh em mang quân đến cung vua. Hám Chỉ mang quân tới đánh, bị Điền Hằng đánh bại, phải chạy sang Phong Khâu. Người Phong Khâu giết chết Hám Chỉ.
Tề Giản công chạy đến Từ châu thì bị quân Điền Hằng đuổi bắt được. Tề Giản công hối hận không nghe lời người đánh xe. Tháng 5 năm 481 TCN, Tề Giản công bị Điền Hằng giết chết tại Từ châu. Ông ở ngôi 4 năm. Điền Hằng lập em ông là Khương Ngao lên nối ngôi, tức là Tề Bình công.